# Канафоцька Людмила Миколаївна
Людмила Миколаївна Канафоцька (Штаній) — українська художниця, майстриня петриківського розпису.